# Phyllolabis hirtiloba
Phyllolabis hirtiloba là một loài ruồi trong họ Limoniidae. Chúng phân bố ở miền Tân bắc.